# 西新井站
西新井站（日语：／ Nishi-arai eki */?）是日本東京都足立區西新井榮町二丁目境內的東武鐵道鐵路車站。車站編號是TS 13。
此站有伊勢崎線與大師線停靠。其中伊勢崎線在本段又稱「東武晴空塔線」。大師線則是以此站為起點。

## 歷史
- 1899年（明治32年）8月27日：開業。
- 1966年（昭和41年）12月16日：晚上10點37分左右，大師前發往西新井的2306D列車與西新井出發的2155S列車(營團3000系（日语：営団3000系電車）)在西新井站內相撞。造成7名乘客死亡，4名重傷，16名輕傷。
- 1972年（昭和47年）8月15日：東武鐵道設置首座自動驗票閘門。
- 1973年（昭和48年）11月23日：車站大樓「TOSCA西館」完工。
- 1981年（昭和56年）4月21日：「TOSCA東館」完工。
- 2003年（平成15年）3月19日：曳舟 - 押上間開通。開始與半藏門線直通。
- 2005年（平成17年）3月31日：檢票口、月台之間的電梯啟用。新設無障礙廁所，廢除下行線月台的廁所。
- 2010年（平成22年）3月17日：伊勢崎線月台導入發車音樂。
- 2012年（平成24年）3月17日：導入車站編號TS 13[2]。
- 2014年（平成26年）1月18日：更新成LED式列車資訊顯示器，導入進站鈴聲。
- 2015年（平成27年）3月27日：大師線月台導入發車音樂。
- 2018年（平成30年）7月1日：東武store、TOSCA西館閉館。

## 車站結構
本站是島式月台3面6線高架車站，站房採跨站式站房設計。
伊勢崎線使用2面4線。由於是方向別複複線配線構造，行駛於急行線的急行、區間急行、準急、區間準急可與緩行線的普通平面轉乘。
大師線月台使用1面2線，通常使用港灣式的1號線。2號線是車輛交換時、新年特別班表與待避急行線回送列車（為了與伊勢崎線下行急行線接續）使用。一人控制使用的月台感應器也只設在1號線。
剪票口只有1處，但進入大師線月台時會通過一個中間檢票口。這是由於大師前站為無人車站，因此改由本站的大師線連絡口進行檢票。
列車資訊顯示器只設於伊勢崎線月台。

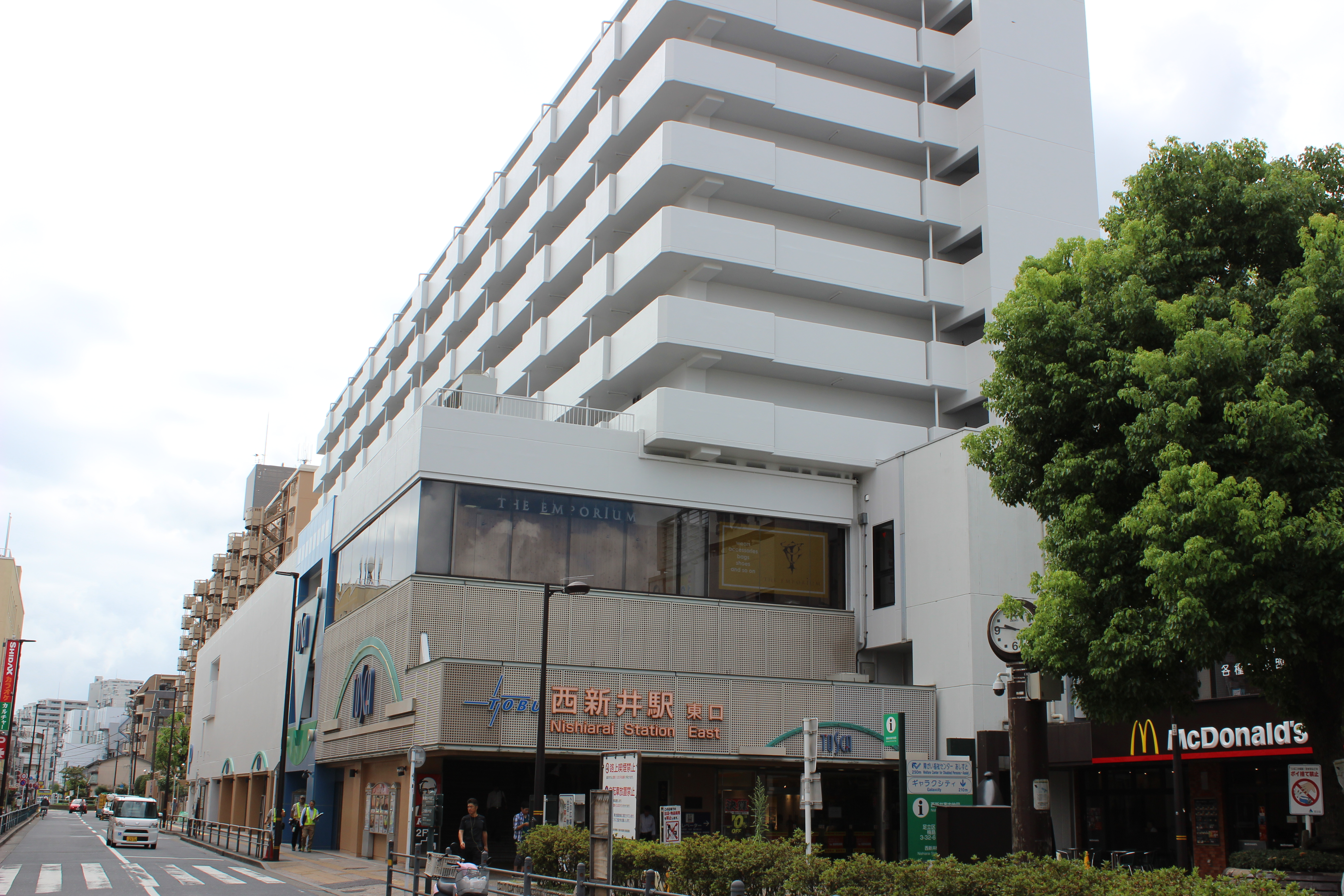
東口（2016年8月16日）

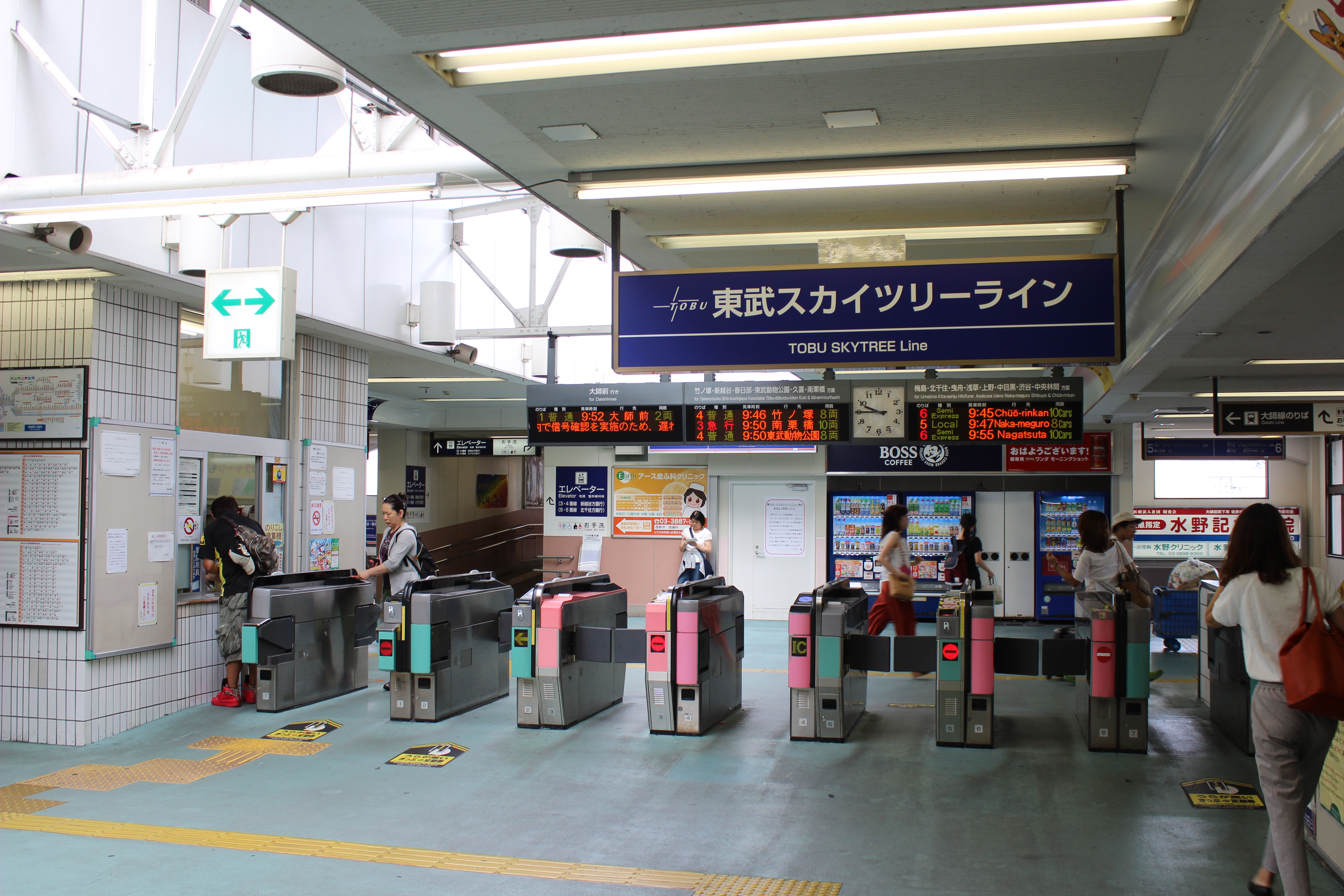
西新井站檢票口（2016年8月16日）

2005年3月31日，剪票口往月台的電梯完成，並新設無障礙廁所。同時，撤除下行線月台梅島側的廁所。
2010年3月起，伊勢崎線月台（3 - 6號線）導入發車音樂。是伊勢崎線內第一座導入的中間站。

### 月台配置
| 月台 | 路線         | 方向 | 軌道   | 目的地                                                             |
| ---- | ------------ | ---- | ------ | ------------------------------------------------------------------ |
| 1、2 | 大師線       | 下行 | -      | 往大師前                                                           |
| 3    | 東武晴空塔線 | 下行 | 急行線 | 新越谷、春日部、東武動物公園、 伊勢崎線 久喜、 日光線 南栗橋方向   |
| 4    | 東武晴空塔線 | 下行 | 緩行線 | 竹之塚、北越谷、北春日部、東武動物公園、 日光線 南栗橋方向         |
| 5    | 東武晴空塔線 | 上行 | 緩行線 | 梅島、北千住、東京晴空塔、淺草、 日比谷線 中目黑方向               |
| 6    | 東武晴空塔線 | 上行 | 急行線 | 北千住、東京晴空塔、淺草、 半藏門線 澀谷、 田園都市線 中央林間方向 |

- 上述路線名採用旅客資訊所列之路現名稱（「東武晴空塔線」為路線愛稱）。
- 早晨尖峰時刻有許多乘客會從普通列車轉乘速達列車，加上北千住站的淺草方向月台（1樓）與日比谷線直通月台（3樓）分離。因此上行速達列車，特別是半藏門線直通車種非常擁擠。
- 2017年4月21日現在的班表，本站發車的伊勢崎線上行列車從7點24分開始的1小時內有39班列車發車[6]。這是關東私鐵最大的班次數量。
- 站名標的鄰站表示分為急行線與緩行線兩種，與新越谷站及草加站相同。另外，同為急行停車站的越谷站與北千住站，前者是下行方向準急、區間準急以各站停車行駛，後者是全月台都有普通列車，因此只列緩行線站名。
- 大師線線路（2號線）的梅島側在2004年3月以前可通往車站南方的西新井工場。該工廠在同年4月移轉至南栗橋工場（日语：東武鉄道南栗橋工場）而廢除。
- 大師線的0公里距離標設在2號線大師線月台對面。

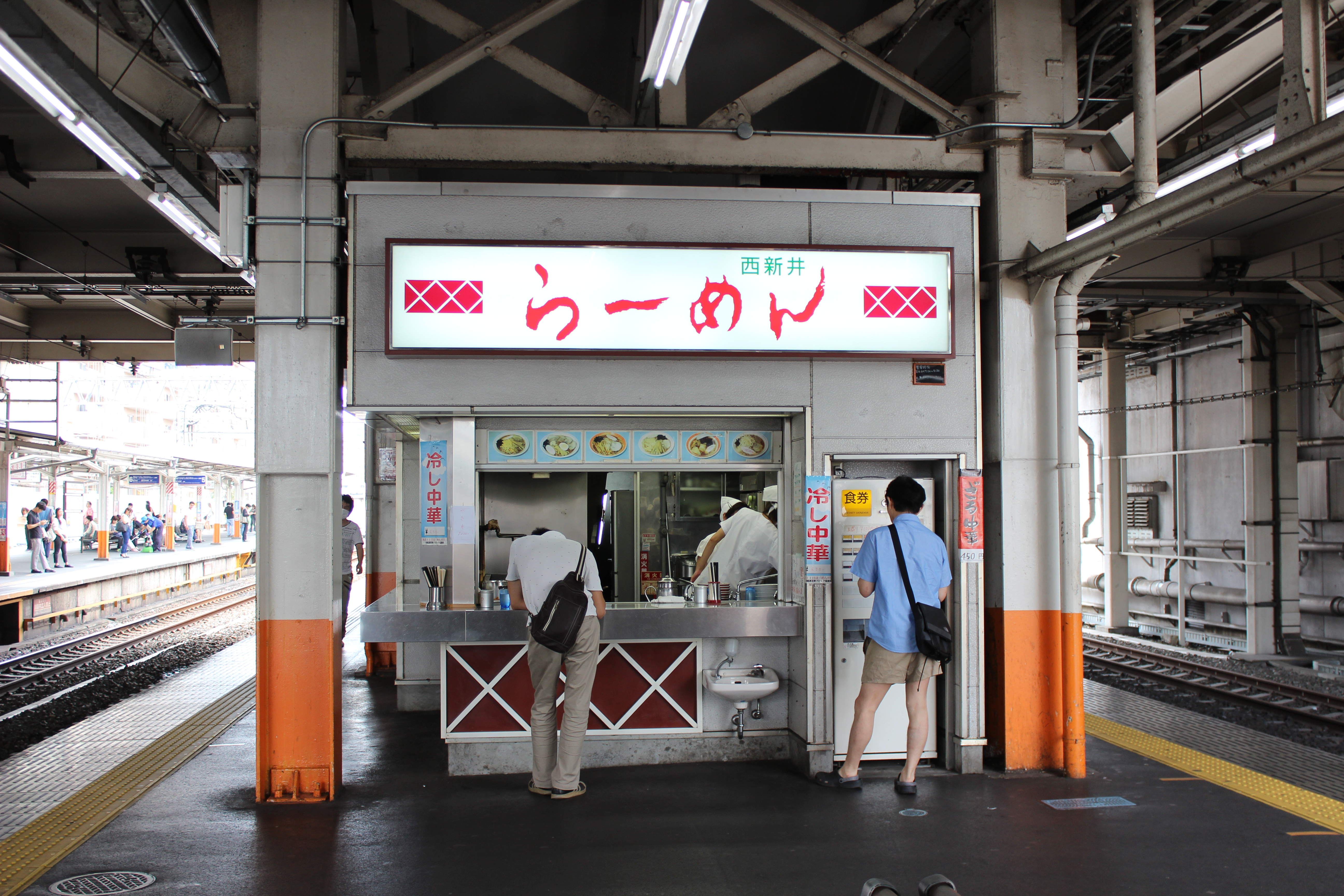
西新井拉麵

## 使用情況
2017年度1日平均上下車人次為66,865人。該值不包括伊勢崎線、大師線之間的轉乘客。伊勢崎線車站當中次於竹之塚站排行第7位。
近年1日平均上下、上車人次的推移如下表。
| 年度               | 1日平均 上下車人次 | 1日平均上車人次 | 1日平均上車人次 | 來源   |
| 年度               | 1日平均 上下車人次 | 伊勢崎線        | 大師線          | 來源   |
| ------------------ | ------------------ | --------------- | --------------- | ------ |
| 1992年（平成04年） |                    | 29,729          | 460             | [ 9 ]  |
| 1993年（平成05年） |                    | 29,090          | 460             | [ 10 ] |
| 1994年（平成06年） |                    | 28,918          | 463             | [ 11 ] |
| 1995年（平成07年） |                    | 28,749          | 508             | [ 12 ] |
| 1996年（平成08年） |                    | 28,071          | 488             | [ 13 ] |
| 1997年（平成09年） |                    | 27,518          | 479             | [ 14 ] |
| 1998年（平成10年） | 53,105             | 27,008          | 452             | [ 15 ] |
| 1999年（平成11年） | 52,045             | 26,377          | 451             | [ 16 ] |
| 2000年（平成12年） | 51,282             | 25,819          | 447             | [ 17 ] |
| 2001年（平成13年） | 50,593             | 25,759          | 271             | [ 18 ] |
| 2002年（平成14年） | 49,761             | 25,236          | 274             | [ 19 ] |
| 2003年（平成15年） | 50,840             | 25,820          | 287             | [ 20 ] |
| 2004年（平成16年） | 51,125             | 25,882          | 277             | [ 21 ] |
| 2005年（平成17年） | 51,567             | 26,104          | 274             | [ 22 ] |
| 2006年（平成18年） | 52,504             | 26,614          | 282             | [ 23 ] |
| 2007年（平成19年） | 58,180             | 29,623          | 363             | [ 24 ] |
| 2008年（平成20年） | 58,796             | 29,751          | 367             | [ 25 ] |
| 2009年（平成21年） | 59,604             | 30,088          | 353             | [ 26 ] |
| 2010年（平成22年） | 61,166             |                 |                 |        |
| 2011年（平成23年） | 60,756             |                 |                 |        |
| 2012年（平成24年） | 62,378             |                 |                 |        |
| 2013年（平成25年） | 63,920             |                 |                 |        |
| 2014年（平成26年） | 63,669             |                 |                 |        |
| 2015年（平成27年） | 64,664             |                 |                 |        |
| 2016年             | 65,602             |                 |                 |        |
| 2017年             | 66,865             |                 |                 |        |

近年各路線上下車人次的推移如下表。
| 年度               | 伊勢崎線 | 大師線 | 轉車人次 | 來源   |
| ------------------ | -------- | ------ | -------- | ------ |
| 2004年（平成16年） | 50,515   | 610    | 17,697   | [ 28 ] |
| 2005年（平成17年） | 50,969   | 598    | 17,534   | [ 29 ] |
| 2006年（平成18年） | 51,900   | 603    | 17,600   | [ 30 ] |
| 2007年（平成19年） | 57,461   | 719    | 17,314   | [ 31 ] |
| 2008年（平成20年） | 58,077   | 719    | 15,513   | [ 32 ] |

## 車站周邊
關東三大師之一的西新井大師（總持寺）在車站西方約1公里處，大師線的大師前站為最近車站。2004年3月東口新設電梯，同時TOSCA東館、西館店舖部分進行小規模改建，透過店內電梯可24小時利用東西自由通道。
車站北側有東京都道318號環狀七號線（環七通）。西口周邊以日清紡東京工場舊址為中心進行再開發（西新井Nouvel）。自由通道有TOCSA系列商店、FamilyMart、QB HOUSE、東武TOP TOURS西新井支店、郵貯銀行ATM等。西口有大型巴士總站。

### 西口
- PASSAGGIO西新井
  - 島村（日语：しまむら）
  - montbell（日语：モンベル）
  - BOOKOFF（日语：ブックオフコーポレーション）
- Ario西新井（日语：アリオ西新井）
  - 伊藤洋華堂
  - TOHO CINEMAS（日语：TOHOシネマズ）西新井
- Central Sports Wellness Club（日语：セントラルスポーツ）西新井
  - THE SPA 西新井
- THE PRICE（日语：ザ・プライス）西新井店
- 警視廳西新井警察署（日语：西新井警察署）
- 西新井站前郵便局
- 西新井稅務署
- 足立都稅事務所
- 博慈會紀念綜合醫院（日语：博慈会記念総合病院）
- 西新井醫院（日语：西新井病院）
- 足立區立龜田小學校（日语：足立区立亀田小学校）
- 足立區立栗原小學校（日语：足立区立栗原小学校）
- 都市農業公園（日语：都市農業公園）

### 東口
- TOSCA東館
- 永旺西新井店（日语：イオン西新井店）
  - 科樂美運動俱樂部（日语：コナミスポーツクラブ）西新井
  - 野島電器（日语：ノジマ）
- 西新井住宅公園
- GALAXCITY（日语：ギャラクシティ）
  - 西新井文化會館
  - 足立區兒童科學館
- 瑞穗銀行足立支店
- 足立区立梅島第一小學校
- 足立区立島根小學校
- 足立区立第十中學校
- 成仁醫院（日语：成仁病院）
- 山田電機Tecc Land足立店

### 巴士路線
包含足立區社區巴士「春風」在內，可搭乘東武巴士中央、東京都交通局、國際興業巴士、日立自動車交通等巴士路線。

#### 西新井站西口
| 乘車處 | 系統   | 主要行經地                                     | 目的地           | 運行業者 | 營業所 | 備註                 |
| ------ | ------ | ---------------------------------------------- | ---------------- | -------- | ------ | -------------------- |
| 1號    | 西01   | 江北六丁目團地、皿沼不動、加賀一丁目           | 皿沼循環         | ■東武    | 足立   |                      |
| 1號    | 西01   | 江北六丁目團地                                 | 皿沼不動         | ■東武    | 足立   | 僅末班車時段         |
| 1號    | 西03   | 西新井消防署、伊興住區中心                     | 流通中心         | ■東武    | 足立   |                      |
| 1號    | 西04   | 西新井消防署、伊興住區中心                     | 竹の塚車庫       | ■東武    | 足立   |                      |
| 2號    | 西02   | 栗原四丁目                                     | 竹之塚車庫       | ■東武    | 足立   | 班次少               |
| 2號    | 西07   | 西新井五丁目、谷在家公園、鹿濱                 | 鹿濱都市農業公園 | ■東武    | 足立   | 深夜巴士             |
| 2號    | 北03   | 關原二丁目、千住櫻木                           | 北千住站         | ■東武    | 西新井 | 西新井大師巴士站始發 |
| 2號    | 北04   | 關原二丁目、千住櫻木                           | 北千住站         | ■東武    | 西新井 | 本站始發             |
| 3號    | 王40甲 | 荒川土手・豐島五丁目團地、王子站               | 池袋站東口       | ■都營    | 北     |                      |
| 3號    | 王40甲 | 荒川土手・豐島五丁目團地、王子站               | 北車庫           | ■都營    | 北     | 僅出入庫             |
| 3號    | 王40甲 | 荒川土手                                       | 豐島五丁目團地   | ■都營    | 北     |                      |
| 4號    | 赤27   | （經環七）上沼田團地入口、鹿濱橋、東十條四丁目 | 赤羽站東口       | ■國際    | 赤羽   | 深夜巴士             |
| 4號    | 赤27-2 | （經環七）上沼田團地入口、鹿濱橋、東十條四丁目 | 赤羽車庫         | ■國際    | 赤羽   | 出入庫、深夜巴士     |
| 5號    | 赤23   | 西新井大師西站、鹿濱、荒川大橋、赤羽岩淵站     | 赤羽站東口       | ■國際    | 赤羽   |                      |
| 5號    | 西11   | 伊興三丁目、舍人公園站、入谷東                 | 見沼代親水公園站 | ■國際    | 川口   | 【春風第3彈】        |
| 6號    | 北03   |                                                | 西新井大師       | ■東武    | 西新井 |                      |
| 7號    | 無番   | 本木町第二公寓、扇大橋站                       | 高野站           | ■日立    | 本社   | 【春風第10彈】       |

※ 王子站的深夜巴士深夜31系統（東武巴士中央）經環七至西新井站西口。

#### 西新井陸橋
※ 位於環七通舊西新井警察署前，西口步行7分鐘。西口圓環整備以前，國際興業巴士多數路線在此折返。
| 乘車處 | 系統           | 主要行經地                         | 目的地     | 運行業者 | 營業所 | 備註       |
| ------ | -------------- | ---------------------------------- | ---------- | -------- | ------ | ---------- |
| 西行   | 王30           | 上沼田團地、鹿濱橋、王子五丁目     | 王子站     | ■東武    | 葛飾   | 白天2班    |
| 西行   | 王49、王49折返 | 上沼田團地、鹿濱橋、王子五丁目     | 王子站     | ■都營    | 千住   |            |
| 西行   | 王49折返       | 上沼田團地、鹿濱橋、Heart Island東 | 王子站     | ■都營    | 千住   | 僅平日白天 |
| 東行   | 王30           | 青井六丁目、加平橋、綾瀨警察署     | 龜有站北口 | ■東武    | 葛飾   | 僅白天2班  |
| 東行   | 王49           | 梅島站                             | 千住車庫   | ■都營    | 千住   |            |
| 東行   | 王49折返       | 小右衛門町                         | 足立區役所 | ■都營    | 千住   |            |

#### 西新井站東口
※ 1號乘車處在環七西新井陸橋下，2號乘車處在東口階梯下右側TOCSA前。
| 乘車處 | 系統       | 主要行經地                                 | 目的地               | 運行業者 | 營業所 | 備註           |
| ------ | ---------- | ------------------------------------------ | -------------------- | -------- | ------ | -------------- |
| 1號    | 西05・西06 | 水野醫院、西新井大師西站、鹿濱             | 鹿濱都市農業公園     | ■東武    | 西新井 | 【春風第4彈】  |
| 1號    | 西05       | 梅島站                                     | 足立區役所           | ■東武    | 西新井 | 【春風第4彈】  |
| 1號    | 竹51       | 增田橋                                     | 竹之塚站東口         | ■東武    | 西新井 |                |
| 1號    | 西21       | 六町站                                     | 六木都住             | ■東武    | 葛飾   | 【春風第7彈】  |
| 1號    | 西22       | 六町站、六木都住                           | 八潮站北口           | ■東武    | 葛飾   | 【春風第7彈】  |
| 1號    | 竹13       | 增田橋、竹之塚站東口                       | 足立清掃工場（循環） | ■東武    | 足立   | 班次少         |
| 1號    | 竹14       | 增田橋、竹之塚站東口、足立清掃工場、谷塚站 | 花畑桑袋團地         | ■東武    | 足立   | 班次少         |
| 2號    | 無編號     | 足立區役所、青井站、綾瀨新橋、綾瀨站       | 兒童家庭支援中心     | ■日立    | 本社   | 【春風第1彈】  |
| 2號    | 無編號     | 足立區役所、五反野站、綾瀨站、東和五丁目   | 龜有站南口           | ■日立    | 本社   | 【春風第12彈】 |

## 其他
地名「西新井」是單一字彙。雖然漢字無法分辨，但在東武鐵道的英文站名中，相對於代表方位的複合字如北千住站Kita-senju、新越谷站Shin-koshigaya會使用連字號，西新井則是沒有連字號代表單一字彙的 Nishiarai 。

## 圖片

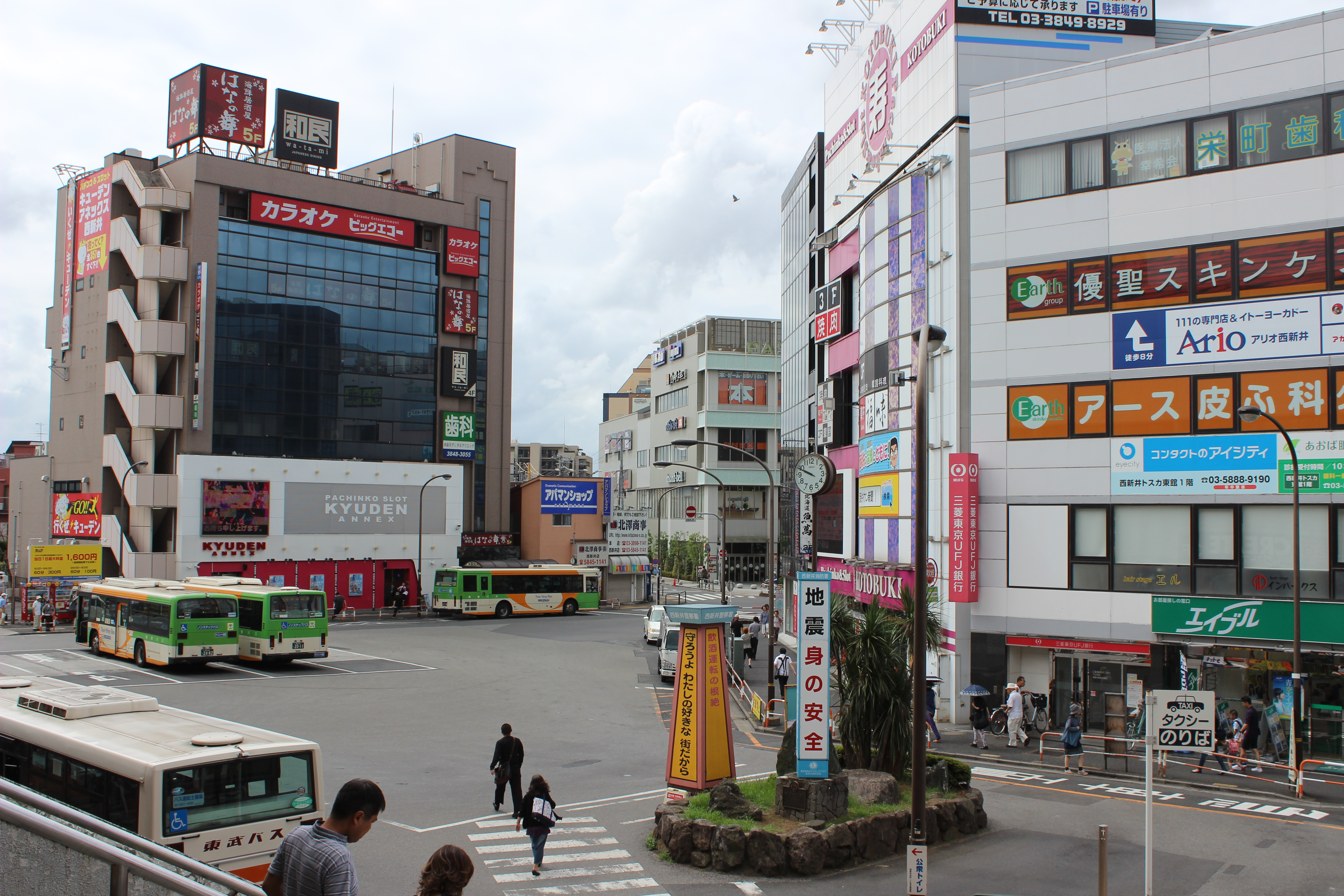
西新井站西口站前廣場（2016年8月16日）
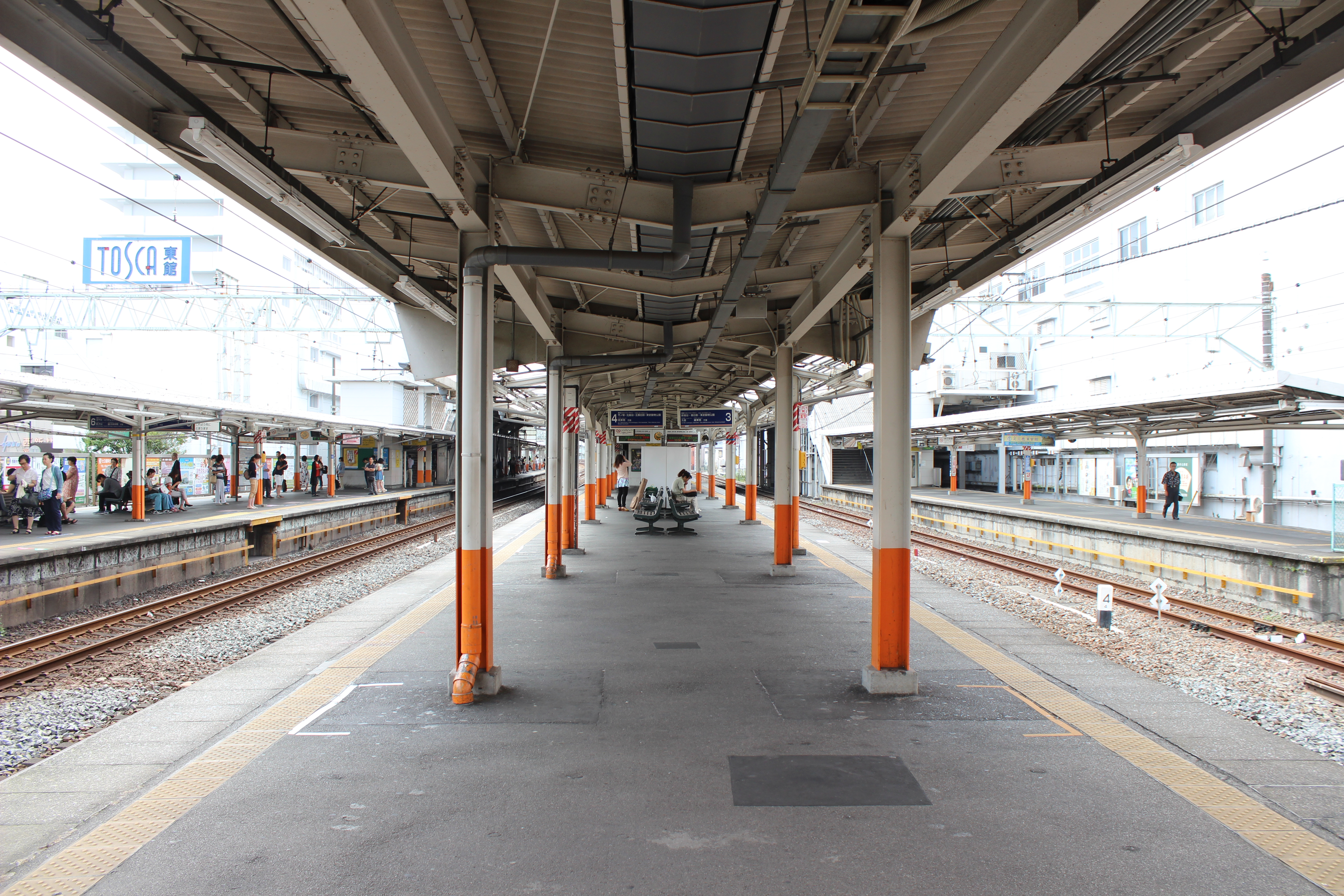
西新井站月台全景。左邊月台是往淺草、中央林間、中目黑方向。中央月台是往久喜、南栗橋方向。右邊月台是往大師前方向。
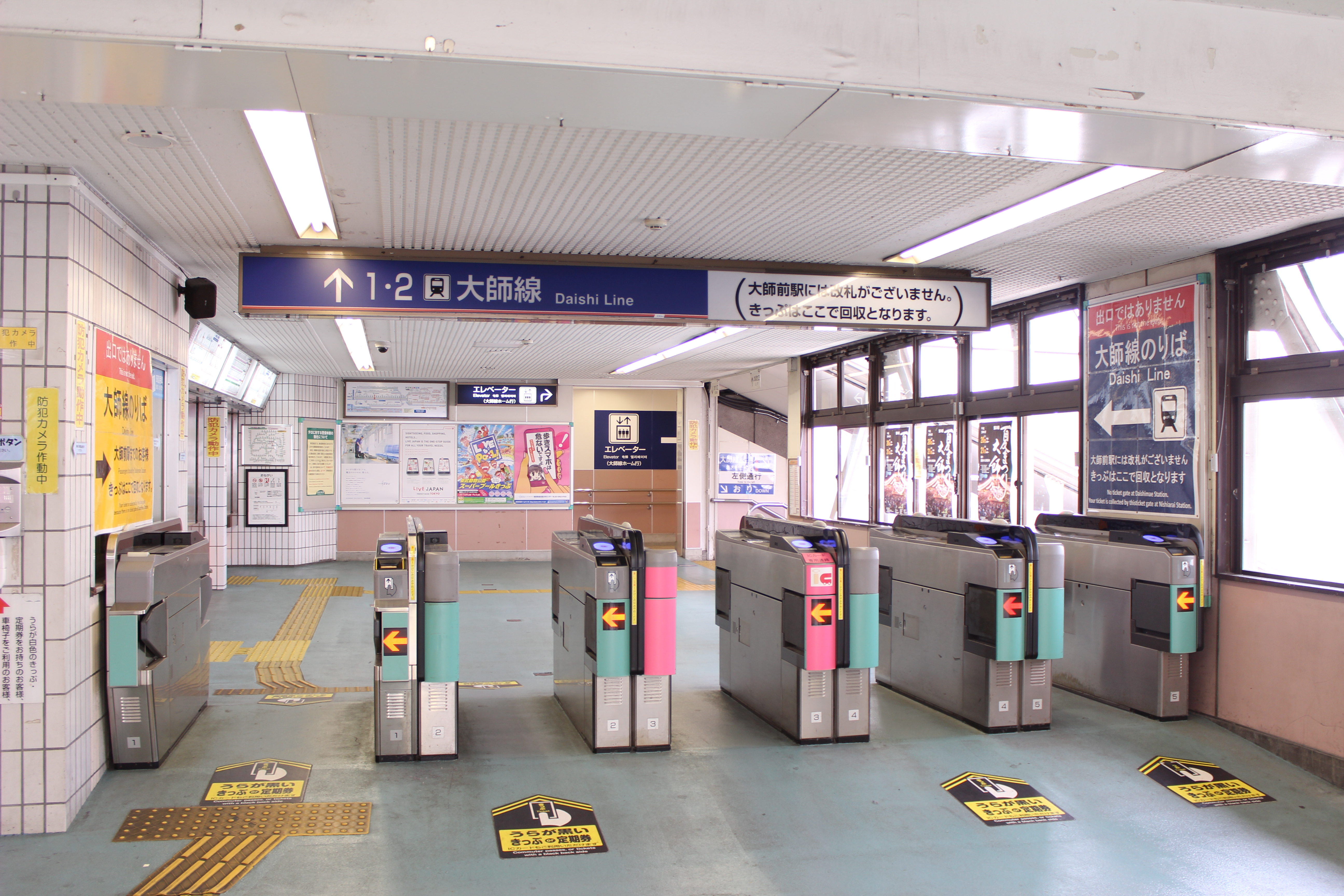
大師線用檢票口（2016年8月16日）

## 相鄰車站
東武鐵道
 東武晴空塔線
■急行、■區間急行、■準急、■區間準急
北千住（TS 09）－西新井（TS 13）－草加（TS 16）
■普通
梅島（TS 12）－西新井（TS 13）－竹之塚（TS 14）
 大師線
西新井（TS 13）－大師前（TS 51）

## 外部連結
- 西新井（車站資訊） - 東武鐵道